# Sélénite (minéral)
Pour les articles homonymes, voir Sélénite.

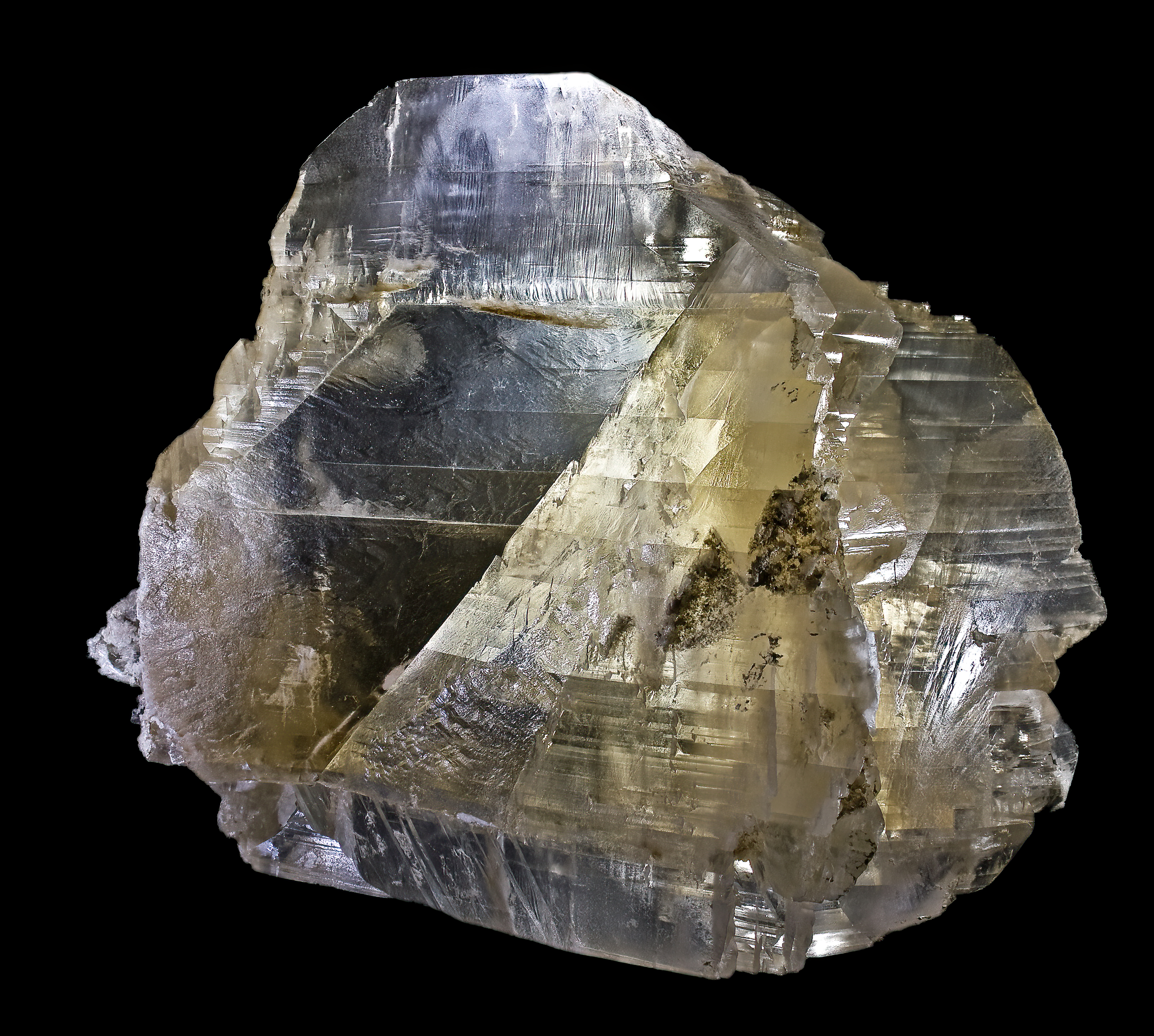
Cristaux de gypse automorphes (c.-à-d., bien cristallisés avec des faces nettes et bien développées) anciennement appelé « sélénite ».

La sélénite est un minéral, qui peut être considéré comme une variété du gypse (sulfate de calcium dihydraté : CaSO4・2 H2O) si l'on suit les habitudes anglo-saxonnes ou un synonyme si l'on suit l'usage francophone. 
Elle se présente sous une forme cristallisée, fréquemment translucide à transparente, de couleur variant entre l'incolore et le rougeâtre. Son nom provient du grec selenitis, « pierre de Lune », car on disait y voir l'éclat de la Lune.

## Mura di selenite
On la trouve en grandes quantités dans les environs de Bologne en Émilie-Romagne (Italie) ; à un point tel qu'elle fut employée comme matériau de construction ; elle fut entre autres utilisée pour la construction des premières fortifications de la ville, aujourd'hui disparues, et pour le soubassement des tours de Bologne. Les rochers artificiels qui entourent le lac artificiel des giardini Margherita, construits à la fin du xixe siècle, sont réalisés en sélénite. Il s'agit d'un gypse saccharoïde très induré, à grains jointifs et plus gros que l'albâtre de Toscane qui en est proche (voir : gypse (roche)). Cette roche facilement taillée a été très utilisée localement jusqu'à une période proche et prend une patine grise, iridescente au soleil. La région de Bologne est connue pour avoir fourni de gros cristaux qui se retrouvent dans les collections des musées et des particuliers.

## Lapis specularis
Dans l'Antiquité, les sources de sélénite particulièrement pure ont été employées dans la fabrication de fenêtres, en l'absence de verre à vitre, sous le terme générique de lapis specularis, comme l'atteste Pline l'Ancien.

## Marienglas
Au Moyen Âge, des mines de gypse furent exploitées dans la région de Gotha en Allemagne. Les cristaux de grande taille furent utilisés pour protéger les images de la Vierge, d'où leur nom de Marienglas (en allemand, verre de Marie).

## Gîtologie
Le gypse étant une espèce minérale des plus répandues, les cristaux gemmes (sélénite) sont extrêmement fréquents et repartis sur toute la planète :
- Autour de la Méditerranée : Sicile, Espagne (Segóbriga), Maroc,

- Mexique, où l'on a découvert des cristaux monumentaux dans la grotte des Cristaux,

- Dakota du Nord[8], ainsi qu'au Canada. Les cristaux de sélénite se trouvent souvent à proximité, ou même au sein, d'une veine de gypse (roche)[1],[9].